# Рифтин, Александр Павлович
Александр Павлович Рифтин (12 [25] ноября 1900 или 1900, Харьков — 6 февраля 1945, Ленинград) — советский востоковед-антиковед, шумеролог. Доктор филологических наук, профессор.

## Биография
Александр Павлович Рифтин родился в семье служащего в 1900 году. В 1907 году вместе с семьёй переехал в Петроград. В 1917 году окончил гимназию с золотой медалью. В 1925 году окончил Ленинградский государственный университет. В 1928 году окончил аспирантуру. С 1930 года преподавал языкознание в ЛГУ. В 1933 году основал кафедру семито-хамитской филологии. В 1939 год стал деканом филологического факультета ЛГУ. Во время Великой Отечественной войны и блокады Ленинграда был организатором и руководителем МПВО. В 1945 стал одним из организаторов нового Восточного факультета.
Александр Павлович Рифтин умер в 1945 году. Похоронен на Преображенском еврейском кладбище Санкт-Петербурга.

## Основные работы
- «Система шумерских числительных // Языковедные проблемы по числительным, вып. 1.» (1927);
- Из вавилонского права // Сергею Федоровичу Ольденбургу к пятидесятилетию научно-общественной деятельности 1882—1932. Сборник статей — Л.: Изд-во Акад. наук СССР, 1934. — С. 437—442;
- «Старовавилонские юридические и административные документы в собраниях СССР» (1937);
- О двух путях развития сложного предложения в аккадском языке // Советское языкознание. Т. третий — Л., 1937. — С. 59—67;
- «К происхождению форм наклонения в арабском и аккадском языках // Труды Института востоковедения, вып. 36.» (1941).

## Награды
- Медаль «За оборону Ленинграда».